# Tanypteryx
Genre
Tanypteryx est un genre de la famille des Petaluridae appartenant au sous-ordre des Anisoptères dans l'ordre des Odonates.

## Liste d'espèces
Il comprend 2 espèces :
- Tanypteryx hegeni (Selys, 1879)
- Tanypteryx pryeri (Selys, 1889)